# 怡和合發
怡和合發有限公司，簡稱怡和合發（英語：Jardine Cycle & Carriage Limited，SGX：C07、OTCBB：JCYGY
），是怡和洋行屬下主要在新加坡、馬來西亞、印尼和越南製造、組裝、分銷和銷售汽車及摩托車和透過持有50%股權的阿斯特拉国际企业集团（PT Astra International Tbk）在印尼經營汽車，金融服務，重型設備，農業貿易，信息技術和基礎設施，截至2018年年尾，收入189.92億美元，盈利15.8億美元。

## 歷史
怡和合發前身是1899年由來自馬來西亞馬六甲的蔡氏兄弟於吉隆坡創立「蔡合發雜貨店」；1918年，合發有限公司正式成立，1926年遷冊新加坡；2004年成為怡和集團旗下公司。
主要在東南亞銷售雪鐵龍、三菱、起亞汽車、梅賽德斯-賓士等著名汽車品牌，該股份在1969年於新加坡交易所主板上市。總部位於239 Alexandra Road Singapore 159930。而董事長為紐壁堅，總裁為布尼本·凯瑟克。
2009年12月24日，怡和合发宣布以约2,900万美元认购越南長海汽車股份公司（Truong Hai Auto Corp，THACO）的新股，配售价为每股9万3,000越南盾，公司所认购的份额占THACO扩大股本的5.8%。THACO主要在越南从事生产、组装、经销、零售、维修和保养商用汽车和轿车。透过此次认购，公司在THACO的股份将增加至29.2%。
2015年2月19日，怡和合發通過子公司Platinum Victory Pte Ltd以1,230萬美元收購越南最大空調設備廠商越南冷機電的800萬股股票，從而把其股權增加至21.6%。業務多元化的越南冷機電繼而成為公司的聯號企業。公司將以內部資源來償付購股款項。
2015年3月30日，怡和合发以6億1500萬美元（8億4500萬新元）價格，向霍爾希姆（Holcim）的獨資子公司—Thai Roc-Cem有限公司收購泰国第二大水泥生產商京都大眾水泥公司（Siam City Cement）(SCCC.BK),的24.9％股權。這項收購在4月16日完成，京都大眾水泥公司將成為怡和合發的一家聯號公司。
2016年8月12日，京都大眾水泥公司以5.8億美元向霍爾希姆和拉法基收購越南LafargeHolcim公司，完成收購后公司改名為泰國京都大眾水泥越南有限公司，品牌為INSEE。
2016年10月29日，阿斯特拉和现代集团属下Mitra Sindo Makmur公司签署协定成立各佔50%合資公司阿斯特拉房地产公司。
2017年5月16日，怡和合發斥資1.27億美元（1.774億新元）增持京都大眾水泥公司1762萬股的新普通股，每股面值为10泰铢，增股量由24.9％增加至25.21％。
2017年11月17日，怡和合發斥資11.5億美元購入1.456億股越南Vinamilk股份，約佔Vinamilk已發行股本的10.0％，成為第三大股東。
2018年2月12日，阿斯特拉國際公司（ASII）與網上租車公司Go-Jek進行戰略合作，已向Go-Jek注資1億5千萬美元。
2018年9月5日，WeLab與印尼大型企業集團Astra 旗下子公司PT Sedaya Multi Investama，合組合資公司PT Astra WeLab Digital Arta（AWDA），推出手機借貸服務，AWDA將在2018年第三季推出手機應用程式Maucash
2019年12月13日怡和合發旗下的阿斯特拉國際企業集團（PT Astra International Tbk）以19萬億元印尼盾（等值13億美元或101.47億港元出售印尼Permata銀行44.56%股權給盤谷銀行，交易完成後將不再擁有Permata的任何股權。

## 主要資產
- 阿斯特拉国际企业集团（PT Astra International Tbk）50.11%
- PT Tunas Ridean Tbk  46.24%（在印度尼西亞證券交易所上市）
- PT Mandiri Tunas Finance（PT Tunas Ridean持股49%）
- PT Tunas Dwipa Matra (TDM)
- PT Asia Surya Perkasa (ASP)
- PTAstra Properti（經營地產）50%
- PT Sedaya Pratama
- PT Komatsu Astra Finance
- PT Federal International Finance 100%
- Go-Jek4.03%
- ASTRA CREDIT COMPANY
- Toyota Astra Finance 50%
- SURYA ARTHA NUSANTARA FINANCE 60%
- PT Astra Daihatsu Motor 31.87%
- PT Astra Honda Motor 50% （印尼最大的摩托車製造商）
- PT Astra Agro Lestari 79.68% （印尼最大的棕櫚油生產商）
- Toyota - Astra Foundation （持有生产公司5%的股份，销售公司49%的股份）
- PT Pantja Motor 60%（印尼的商用车制造及销售公司，五十铃）
- PT Astra Nissan Diesel Indonesia（Nissan Diesel Truck）
- PT Isuzu Astra Motor Indonesia（Isuzu）
- PT Astra Daihatsu Motor（Daihatsu）
- PT Tjahja Sakti Motor（BMW and Peugeot）
- PT United Tractors Tbk.聯合拖拉機公司（印尼主要的重型機械供應商）59.5%
- Nickel Industries Limited 19.9%股份，該公司是⼀家在澳⼤利亞證券交易所上市的領先鎳礦開采和加

⼯公司
- PT Stargate Pasific Resources 90%股份
- PT Stargate Mineral Asia  90%股份
- 阿斯特拉集团建筑公司PT Acset Indonusa Tbk（ACSET）
- PT Pamapersada Nusantara  59.5%
- PT Tuah Turangga Agung
- PT Astra Multi Trucks Indonesia 75%（印尼UD卡車製造商和獨家代理）
- PT Astra Graphia Tbk.（印尼富士施樂總代理）
- PT Karya Perkasa Supra（印尼主要的重型機械供應商）40%
- PT Komatsu Indonesia（印尼主要的重型機械供應商）5%
- PT Komatsu Remanufacturing Asia    49%
- PT Harmoni Mitra Utama  35%
- Astra Sedaya Finance.（阿斯特拉机车贷款公司）
- PT Serasi Autoraya (TRAC Astra Rent A Car)
- Orenz taxi(租車服務)
- PT Agincourt Resources 95%（黃金開採公司）
- Stargate PacificResources 和 Stargate Mineral Asia（鎳礦開采和加⼯企業）90% 的權益
- PT Suprabari Mapanindo Mineral（煤礦開採）80％
- PT Supreme Energy Rantau Dedap （在南苏门答腊拥有大型地热项目）32.7%
- PT Serasi Auto Raya (Mobil 88)(二手車經銷商)
- PT Tokobagus (OLX.co.id) 99.98%股份(印度尼西亞領先的

在線分類廣告平台，以OLX品牌運營)
- PT Equinix Indonesia Jkt 25%權益
- PT. Serasi Logistics Indonesia
- PT LG Electronics Indonesia\
- PT Toyofuji Serasi Indonesia 40%（船运公司）
- PT General Electric Services
- PT ARKORA HYDRO, Tbk  31.5% （⽔⼒發電的公司）
- 阿斯特拉基建（ASTRA Infra）公司（通過直接或間接的股份所有權，擁有和管理6條收費高速公路）
- PT Marga Mandalasakti公司，丹格朗-孔雀港（Tangerang-Merak）高速公路路段（72.45公里）高速公路特許權管理企業（BUJT），持有79.3%所有權。
- PT Marga Harjaya Infrastruktur公司，絨網-惹班（Jombang-Mojokerto）高速公路路段（40.5公里）BUJT，持有100%所有權。
- PT Marga Trans Nusantara公司，昆芝蘭-塞爾榜（Kunciran-Serpong）高速公路路段（11.2公里）BUJT，擁有40%所有權。
- PT Trans Marga Jateng公司，三寶壟-梭羅（Semarang-Solo）高速公路路段（72.6公里）BUJT，擁有25%所有權。
- PT Trans Bumi Serbaraja公司，塞爾榜-峇拉拉查（Serpong-Balaraja）高速公路路段（+/-40公里）BUJT，擁有25%所有權。
- PT Lintas Marga Sedaya公司，芝科波-卡里馬南（Cikopo-Palimanan）高速公路路段（116公里）BUJT，擁有45%有效所有權。
- PT Jasamarga Pandaan Malang，茂物 - 塞尔蓬收费公路（116公里）BUJT，擁有45%有效所有權。
- PT Pelabuhan Penajam Banua Taka (Eastkal)
- PT Astra Otoparts Tbk
- PT. Fuji Technica Indonesia  59.63%
- PT Medikaloka Hermina Tbk 7.4%(印尼亞最⼤的醫院集團之⼀)，以Hermina Hospitals 的名義運營，在婦幼保健領域擁有知名品牌
- Halodoc Doctors  31.3%。
- Heartology Cardiovascular Hospital 95.8%，印度尼西亚最大的私立心脏专科医院之一
- 合發吉星（CYCLE & CARRIAGE BINTANG）96.9%
- 阿斯特拉英傑華人壽（Astra Aviva Life）100%
- PT Asuransi Astra Buana
- PT Bank Jasa Jakartaa（雅加達服務銀行）49.56%
- 越南长海汽车（Truong Hai Auto Corp,THAC）26.6%
- 越南冷機電股份公司（Refrigeration Electrical Engineering）44.99% (2.119億股)
- 越南忒巴水電股份公司
- 越南海防热电公司
- 越南乳業（Vinamilk） 10.6%
- Cycle & Carriage Automobile Myanmar 60％
- Republic Auto Pte Ltd  70％

## 連結
- JCCLGroup.com （页面存档备份，存于）
- 阿斯特拉國際企業集團 （页面存档备份，存于）
- 合發吉星
- 越南长海汽车